# جسر المزولة

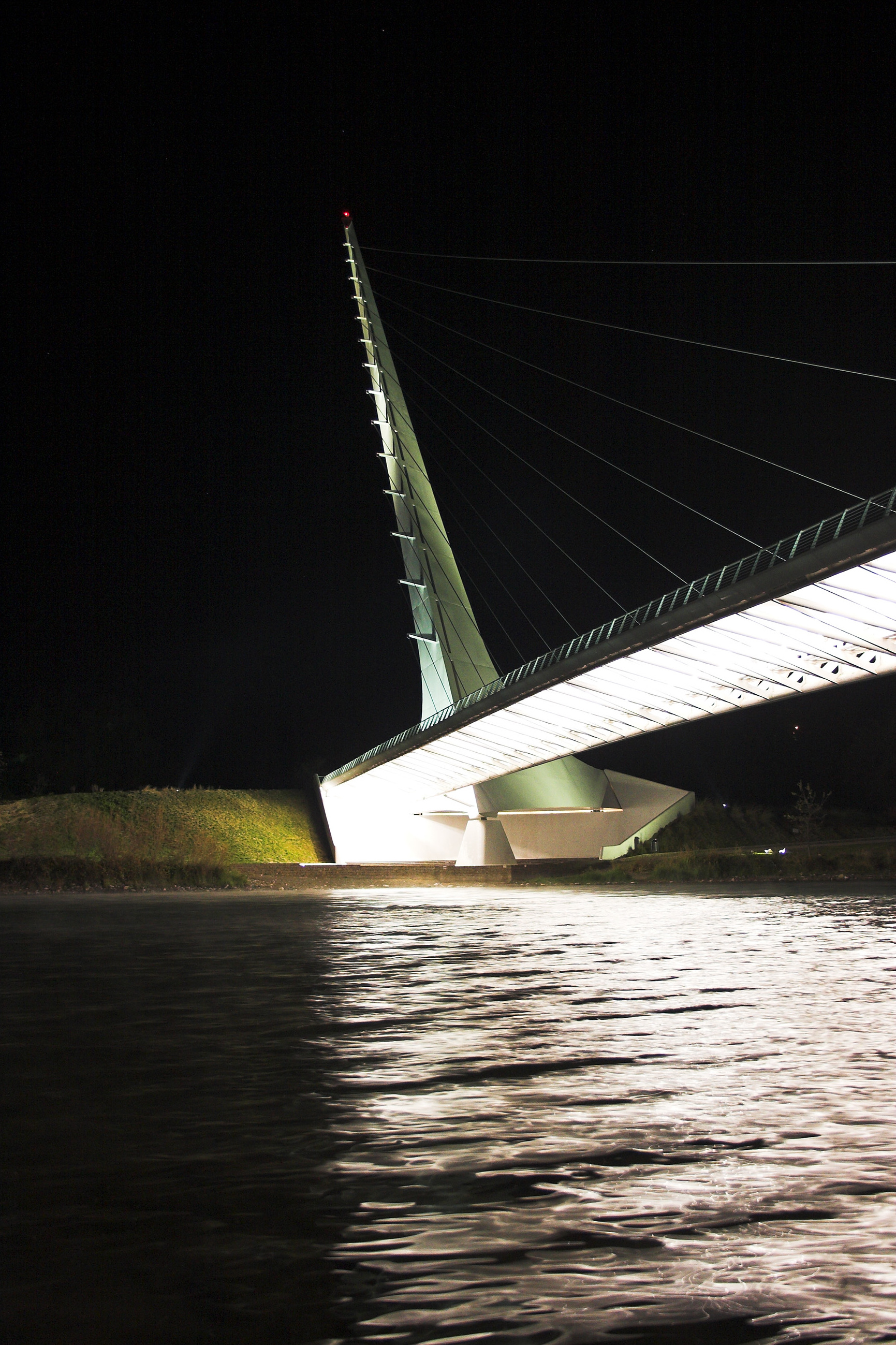
جسر المزولة في ردينغ، كاليفورنيا.

جسر المزولة (بالإنجليزية: Sundial Bridge، يُعرف أيضا Sundial Bridge at Turtle Bay) جسر يقع في ردينغ، كاليفورنيا، الولايات المتحدة الأمريكية. يمتد مسافة 250 متر على نهر سكرامنتو في ولاية كاليفورنيا. تم تصميمه على ارتفاع 213 متر وبعرض 7 متر ليكون مخصص لحركة المشاة والدراجات الهوائية. وقد تم افتتاحه عام 2004، وهو من تصميم المعمار سانتياغو كالاترافا، ومبني على أساس إنشائي يُدعى "Cable-stayed bridges" خاص بالجسور المعلقة، مشكّلا مزولة ضخمة.